# Лисберг (Джорджия)
Лисберг — город в округе Ли, штат Джорджия, США. По данным переписи 2010 года, население составляло 2896 человек. Город является административным центром округа Ли.
Город был важным центром изучения малярии в 1924 году.

## Географическое положение
Лисберг находится в южно-центральной части округа Ли, координаты:31°43′58″ с. ш. 84°10′15″ з. д.
Согласно данным Бюро переписи населения США, общая площадь города составляет 12,9 квадратных километра, из которых 0,14 квадратных километра (1,06 %) составляет водная поверхность. Через западную часть города протекает ручей Kinchafoonee Creek, впадая на юге в реку Флинт, которая является частью водораздела реки Апалачикола.

## История
Лисберг был основан в 1870 году, когда через этот район прошла Центральная железная дорога Джорджии и изначально назывался «вокзал Вутен» (англ. Wooten Station). В 1872 году город был переименован в Вутен, в него перенесли административный центр округа из Старксвилля. В 1874 году город был окончательно переименован в Лисберг.
В 1924 году в Лисберге находилась станция по исследованию малярии, основанная Международным фондом здравоохранения Рокфеллера. 74 афроамериканских ребёнка были отобраны для исследования увеличения селезенки, симптома малярии. Аспирант по имени Лоуэлл Т. Коггешолл собирал личинок малярийного комара на болоте недалеко от Лисберга. Позже он помогал руководить проектом правительства США по борьбе с малярией.
В 1963 году произошел «инцидент в Лисбергской тюрьме», в ходе которого группа афроамериканских девочек-подростков была арестована за протесты против расовой сегрегации в Америкусе, штат Джорджия, и была заключена в тюрьму (здание общественных работ округа Ли) без предъявления обвинений на 45 дней с плохими условиями содержания.